# Осипов, Павел Фёдорович
Павел Фёдорович Осипов (28 января 1996, Санкт-Петербург, Россия) — российский футболист, полузащитник.

## Биография
В семь лет начал заниматься футболом в «Турбостроитель», позже ДФК «Зенит-84», до этого несколько лет занимался тхэквондо. Через год перешёл в школу «Смены», тренер Александр Петрович Смыков. Неоднократный победитель первенства и Кубка Санкт-Петербурга в своей возрастной категории, победитель чемпионата России в выпускной год.
С 2013 года — в составе «Зенита». В молодёжной команде дебютировал 16 июля в матче с «Краснодаром». Играл в Юношеской Лиге УЕФА. За вторую команду провёл три игры в 2013 и две игры в 2016 году. В августе 2016 вместе с Александром Васютиным был отдан в аренду до конца года в финский клуб «Лахти». 13 августа 2016 года дебютировал в Вейккауслиге в матче против «ПК-35». В начале 2017 года подписал с клубом полноценный контракт. 12 июля 2018 года дебютировал в еврокубках, в матче квалификации Лиги Европы УЕФА против исландского клуба «Хафнарфьордур».
В январе 2019 года стал футболистом латвийского «Вентспилса». Играл также за клуб в квалификации Лиги Европы. Летом 2020 стал футболистом армянского «Лори». За клуб дебютировал 11 сентября 2020 года в матче против команды «Арарат-Армения».
Сезон 2021/22 начинал в СКА из Ростова-на-Дону во Втором дивизионе ФНЛ. В январе-феврале 2022 года был на просмотре в «Динамо» Санкт-Петербург. Был заявлен на Турнир уполномоченного представителя президента в Северо-Западном федеральном округе, но не сыграл на нём за клуб ни одного матча.

### В сборной
С 2010 года регулярно приглашался в юношескую сборную России. Прошёл вместе с командой подготовительный сбор к победному чемпионату Европы 2013 года, но не попал в окончательную заявку на турнир.